# Hiremagi, Hungund
Hiremagi là một làng thuộc tehsil Hungund, huyện Bagalkot, bang Karnataka, Ấn Độ.